# 遊子村
遊子村（ゆすむら）は、1958年（昭和33年）まで愛媛県の南予地方の北宇和郡にあった村である。
宇和海に突き出した蔣淵半島（三浦半島）の中端部、北東岸に位置し、宇和海に面した漁村。宇和海村の成立によって自治体としては消滅し、宇和島市へ編入され、現在に至っている。

## 地理
宇和島市西部の宇和海に突き出した蔣淵半島（こもぶちはんとう）の中部。半島の背稜（最高地点で198m）を境に下波村（したばむら）に、半島基部で三浦村に接する。宇和島市街中心部から陸路で約27キロ、海路で約10キロ。
島
- 高島、鶏小島、二並島、雨宿島、竜王島、美地島　いずれも無人島

村名の由来
藩政期の始め頃から遊子浦と呼ばれていた。

## 歴史
藩政期
- 宇和島藩に属す。明越浦、矢之浦、小矢之浦、甘崎浦、番匠浦、塩屋浦、水荷浦、津之浦の8つの枝浦があった。後に高島が加わる。
- 1691年（元禄4年） - 沖合いの高島が新浦として開発された。
- 1782年（天明2年） - 高島の住民13軒が九島浦白浜に移り住んで高島は無人島となる。水の確保に難があったためとされる。

明治以降
- 1889年（明治22年）12月15日 - 町村制施行時に、遊子浦一村（浦）がそのまま遊子村となった。
- 1910年（明治43年） - 宇和島港-下灘の航路が寄航。1911年（明治44年）まで運航された。
- 1912年（明治45年） - 宇和島運輸の汽船が就航。朝夕2便運航されていた。
- 1958年（昭和33年）4月1日 - 昭和の大合併に従い、下波村、蔣淵村、戸島村、日振島村の4村と合併し、宇和海村を新設し、遊子村は自治体としては消滅。

```
遊子村の系譜
（町村制実施以前の村）（明治期）
　　　　　　　　　　　町村制施行時　　　　　昭和の合併　　　　　　　　　　平成の合併
下波浦　━━━━━　下波村　━━┓
蔣淵浦　━━━━━　蔣淵村　━━┫　（昭和33年4月1日合併）
遊子浦　━━━━━　遊子村　━━╋━━━━　宇和海村　━┓
戸島浦　━━━━━　戸島村　━━┫　　　　　　　　　　　┃
日振浦　━━━━━　日振島村　━┛　　　　　　　　　　　┃
　　　　　　　　　　　　　　　　　　　　　　　　　　　　┃
　　　　　　　　　　　　　　　　　　　　　　　　　　　　┃（昭和49年4月1日編入）
　　　　　　　　　　　　　　　　　　　　　　宇和島市━━┻━━━━━━━━┓
　　　　　　　　　　　　　　　　　　　　　　三間町━━━━━━━━━━━━╋━━宇和島市
　　　　　　　　　　　　　　　　　　　　　　吉田町━━━━━━━━━━━━┫（平成17年8月1日合併）
　　　　　　　　　　　　　　　　　　　　　　津島町━━━━━━━━━━━━┛

（注記）宇和島市、三間町、吉田町、津島町の平成の合併以前の系譜については、それぞれの記事を参照のこと。

```

## 地域
もとの遊子浦がそのまま一つの村になった。大字はなし。宇和海村となってからは大字遊子となった。
甘崎に庄屋があり、村役場もここに置かれた。宇和海村になってからも甘崎に役場が置かれた。
- 明治44年：402戸
- 昭和30年：422世帯

## 産業
漁業
もともと藩政期から続く、鰯漁を中心とした漁村であり、煮干等に加工され出荷していた。昭和初期まで地引網で、昭和10年代初頭に水荷浦に沖取り網が、1943年（昭和18年）頃巾着網が導入され、経営規模が大型化していった。当村は集落による共同経営への移行が早くから進んだ村として知られ、昭和20年代半ばには13統の網元があり、これらは藩政期のものを受け継いでいる。昭和30年代に入り、鰯漁は一転して不漁となり、網元の倒産が相次ぎ、1961年（昭和36年）に網は消滅した。宇和海村になってから後の昭和30年代後半になって当地に真珠、ハマチ類の養殖が相次いで導入され、今日の主力産業となっている。
農業
基本的に漁村であり、自給的に夏は甘藷芋、冬は麦の作付けが営まれていた。甘藷芋の導入により村人の生活も安定し、農家の割合も増えていった。後にウンシュウミカンと早取り馬鈴薯が主産物として麦、甘藷芋にとって替わった。水荷浦の段々畑は、山の頂上付近（高さ50〜90m）まで石垣を積み、段々畑として開墾され、まさに「耕して天に至る」光景を見せ、馬鈴薯が作付けされており、今日では観光名所、生活文化資源の一つともなっている（現在は、水ヶ浦とも表記される）。

## 交通
海路では、当村から宇和島港へ蔣淵半島を大きく迂回する必要があり、また陸路で宇和島市内中心街へ通じたのは1968年（昭和43年）以降のことである。それまでは陸路は不便であった。
宇和海沿岸は明治時代から沿岸航路網が発達しており、西に突き出した蔣淵半島の当村にも寄航する船便が存在した。明治40年代になって県外資本による宇和島-下灘航路が当村にも寄航し、後に宇和島運輸に引き継がれた。この航路は現在も他社によって運航されている。

## 出身者
- 先山千兵衛 - 1927年（昭和2年）から1960年（昭和35年）まで、村長、漁協組合長、農協組合長などを歴任し、網の共同経営化に功績があった。

## 文化・民俗
- いさ踊り（諫踊り）